# Rensselaer Polytechnic Institute
(Stephen van Rensselaer, in una lettera inviata a Samuel Blatchford.)
La Rensselaer Polytechnic Institute (RPI) è una università statunitense, specializzata nel campo scientifico e tecnologico, situata a Troy (New York), nelle vicinanze di Albany.
È stata fondata il 5 novembre 1824 da Stephen van Rensselaer, per "l'applicazione della scienza agli scopi comuni della vita" ed è definita la più antica università tecnologica nel mondo di lingua inglese. Numerose università americane o dipartimenti di scienze applicate sono state modellate su Rensselaer. Costruito su una collina, il campus si affaccia sulla città di Troy e sul fiume Hudson ed è una miscela di architettura tradizionale e moderna.

## Storia

### 1824-1900
Stephen van Rensselaer fondò la Rensselaer School il 5 novembre 1824, data di una lettera al reverendo Dr. Samuel Blatchford, in cui gli chiese di fungere da primo presidente e in cui citò Amos Eaton come primo professore anziano della scuola e nominò il primo consiglio di amministrazione. La scuola aprì il lunedì 3 gennaio 1825 nell'Old Bank Place, un edificio all'estremità nord di Troy.
Le lezioni erano a pagamento e la retta era di circa 40 dollari per semestre (equivalente a 800 dollari nel 2012). La scuola attrasse studenti dall'Ohio e dalla Pennsylvania grazie alla reputazione di Eaton. Dopo quattordici mesi di un periodo di prova fruttuoso, la scuola si costituì in ente il 21 marzo 1826 presso lo stato di New York. Nei suoi primi anni, l'istituto assomigliava molto a una scuola di specializzazione più che a un college, attraendo laureati da diverse altre università più anziane.
Sotto Eaton, la Rensselaer School, ribattezzata Institute Rensselaer nel 1832, era un piccolo ma vivace centro di ricerca tecnologica. I primi diplomi di ingegneria civile negli Stati Uniti furono assegnati dalla scuola nel 1835 e molti dei migliori ingegneri civili dell'epoca si diplomarono alla scuola. Importanti studiosi furono ospiti della scuola, tra questi Joseph Henry, che aveva precedentemente studiato con Amos Eaton e Thomas Davenport, il quale vendette all'istituto il primo motore elettrico funzionante al mondo.
Nel 1847 l'alunno Benjamin Franklin Greene divenne il nuovo professore anziano. In precedenza aveva fatto uno studio approfondito delle scuole tecniche europee per vedere come Rensselaer potesse essere migliorato. Nel 1850 riorganizzò la scuola in un istituto politecnico di tre anni con sei scuole tecniche. Nel 1861 il nome fu cambiato in Rensselaer Polytechnic Institute.
Un grave incendio, scoppiato il 10 maggio 1862, distrusse più di 507 edifici a Troy e 75 acri (300.000 metri quadrati) nel cuore della città. L'edificio della "Scuola dell'infanzia" che ospitava l'Istituto in quel momento fu distrutto dall'incendio. La Columbia University propose che Rensselaer lasciasse completamente Troy, unendosi nel suo campus di New York. Alla fine, la proposta fu respinta e il campus lasciò il centro di Troy per la collina. Le lezioni furono tenute temporaneamente alla Vail House e nell'edificio della Troy University fino al 1864, quando l'Istituto si trasferì in un edificio a Broadway sulla 8th Street.
Una delle prime organizzazioni studentesche latine negli Stati Uniti è stata fondata all'RPI nel 1890. Il Club Hispano Americano è stato fondato dagli studenti internazionali latinoamericani che hanno frequentato l'istituto in quel periodo.

### Dal 1900
Nel 1904 l'Istituto fu per la quarta volta devastato da un incendio, nell'occasione il suo edificio principale fu completamente distrutto. Tuttavia, l'RPI subì un periodo di espansione accademica e delle risorse sotto la guida del presidente Palmer Ricketts. Nominato presidente nel 1901, Ricketts ampliò l'offerta con l'aggiunta del Dipartimento di Arti, Scienze e Business Administration, oltre alla Graduate School. Aumentò inoltre i fondi a disposizione dell'università e trasformò l'RPI in un vero istituto politecnico aumentando il numero di diplomi offerti da due a dodici; questi includevano ingegneria elettrica, ingegneria meccanica, biologia, chimica e fisica. Durante il mandato di Rickett, le iscrizioni aumentarono da circa 200 nel 1900 a un massimo di 1.700 nel 1930.
Un altro periodo di espansione si ebbe dopo la seconda guerra mondiale, in quanto i veterani di ritorno usavano i loro sussidi di educazione erogati da una legge speciale per frequentare college. Il complesso residenziale Freshman Hill fu inaugurato nel 1953, seguito dal completamento della Commons Dining Hall nel 1954, due ulteriori sale nel 1958 e altre tre nel 1968. Nel 1961 vi furono importanti progressi accademici nell'istituto con la costruzione del Gaerttner Linear Accelerator, quindi il più potente del mondo, e il Jonsson-Rowland Science Center. L'attuale edificio della Union Student è stato inaugurato nel 1967.
I successivi tre decenni hanno portato una crescita continua con molti nuovi edifici e crescenti legami con l'industria. La "costruzione ad H", precedentemente utilizzata per lo stoccaggio, divenne la sede del programma di incubazione RPI, il primo di tali programmi sponsorizzato esclusivamente da un'università. Poco dopo, RPI ha deciso di investire 3 milioni di dollari in pavimentazione, acqua e energia su circa 1.200 ettari (490 ettari) di terreno di proprietà di 5 miglia (8,0 km) a sud del campus per creare il Rensselaer Technology Park. Nel 1982 lo Stato di New York concesse a RPI 30 milioni di dollari per costruire il Centro George M. Low per l'innovazione industriale, un centro per la ricerca e lo sviluppo in collaborazione con le aziende.
Nel 1999 RPI fu una delle prime università a introdurre l'obbligo di un computer portatile. Sempre nel 1999 fu nominata presidente del RPI Shirley Ann Jackson, ex presidente della Commissione di regolamentazione nucleare sotto la presidenza Bill Clinton. Jackson lanciò il "Rensselaer Plan", un piano ambizioso per rivitalizzare l'istituto. Molti progressi sono stati fatti nell'ambito del piano e Jackson ha goduto del sostegno continuo del Consiglio di fondazione dell'RPI. Tuttavia, il suo stile di leadership non si adattava bene a molti in facoltà; il 26 aprile 2006, la facoltà dell'RPI votò una mozione di sfiducia a Jackson, respinta 155 a 149. Nel settembre 2007 il Senato della Facoltà di RPI è stato sospeso per oltre quattro anni a causa del conflitto con il consiglio di amministrazione. Il 3 ottobre 2008 RPI ha celebrato l'inaugurazione del Centro sperimentale di media e spettacolo, costato 220 milioni di dollari. Nello stesso anno la recessione economica nazionale ha comportato l'eliminazione di 98 posizioni di personale in tutto l'Istituto, circa il 5% della forza lavoro. L'espansione della costruzione del campus è continuata, tuttavia, con il completamento del villaggio di atleti East Campus da 92 milioni di dollari e l'apertura della nuova residenza Blitman Commons nel 2009. A partire dal 2015 tutte le posizioni del personale sono state reintegrate nell'Istituto, registrando una crescita significativa dai livelli durante la recessione. Nello stesso anno iniziò la ristrutturazione dei dormitori di North Hall, E-Complex e Quadrangle e fu successivamente completato nel 2016 per ospitare la più grande classe di "matricole" entrata nella storia dei Rensselaer.

## Accademia
Il Rensselaer Polytechnic Institute ha cinque scuole: la School of Architecture, la School of Engineering, la School of Humanities, Arts e Social Sciences, la Lally School of Management & Technology e la School of Science. La Scuola di Ingegneria è la più grande per numero di iscritti, seguita dalla Scuola di Scienze, dalla Scuola di Management, dalla Scuola di Studi Umanistici, Arti e Scienze Sociali e dalla Scuola di Architettura. Esiste anche un programma interdisciplinare in Information Technology iniziato alla fine degli anni 1990, Reserve Officers Training Corps (ROTC) per studenti che ambiscono a diventare ufficiali nelle forze armate, un programma di educazione cooperativa (Co-Op) ) e programmi di scambio nazionali e internazionali. Nel complesso, l'università offre oltre 145 programmi di laurea in quasi 60 campi che portano a laurea, master e dottorati. Oltre alle materie tradizionali, RPI ha una dozzina di programmi speciali interdisciplinari, come Games and Simulation Arts and Sciences (GSAS), Design, Innovation and Society (DIS), Minds & Machines e Product Design and Innovation (PDI). RPI è un'università orientata alla tecnologia; tutte le stanze degli edifici e delle residenze hanno accesso a Internet ad alta velocità via cavo e wireless, e tutte le matricole in arrivo sono state obbligate ad avere un computer portatile fin dal 1999. Nel 2004 Forbes ha classificato RPI prima nella lista di "campus più connessi" in modalità wireless. A livello nazionale, RPI è membro della National Association of Independent Colleges and Universities (NAICU) e della NAICU University and College Accountability Network (U-CAN).

## Finanziamenti
Nel 2015, Politico ha citato il giornale RPI Polytechnic, riportando che RPI deve affrontare debiti e passività per quasi 1 miliardo di dollari, e ha visto il patrimonio scendere da 930 milioni di dollari nel 2000 a 414,8 milioni nel 2013. Inoltre, l'università ha chiuso nove dei precedenti 13 anni con un deficit operativo. Il rapporto del Politecnico ha assegnato gran parte della colpa alla decisione di RPI di costruire l'EMPAC, per la quale ha emesso 160 milioni di dollari in obbligazioni. Secondo il quotidiano, la crisi finanziaria di RPI può essere attribuita direttamente a "sei anni consecutivi di disavanzi operativi, l'emissione di quasi 500 milioni di dollari in obbligazioni esenti da tasse per coprire i costi delle nuove costruzioni del campus e una forte diminuzione del reddito annuale costituito da sovvenzioni e donazioni in arrivo a Rensselaer. "
L'annuncio del piano della scuola per aiutare a finanziare l'EMPAC tramite le obbligazioni ha anche portato Moody's a declassare il rating delle obbligazioni RPI da A1 a A2; il rating nel 2015 era A3, con un "outlook negativo". Nel 2017 il rating di RPI di Standard & Poor's è sceso da A- a BBB + a causa dell'elevato onere del debito scolastico e delle scarse risorse disponibili. L'università aveva un debito totale di oltre 778 milioni di dollari e ha speso più del 12% del suo budget per il periodo 2016-17 al servizio del debito.